# Копривни клетки
Копривните клетки са специализирани клетки в организмите на някои растения като копривата. Те се намират и в организмите на мешестите животни, които са 3 типа: Хидровидни, Медузи и Корали. 
Копривните клетки са разположени по пипалата на мешестите животни в ектодермата - техният външен пласт клетки. Тяхната роля е да защитават организма с парливия си ефект и да парализират малки рибки и рачета за храна на мешестите животни. 
Парливият ефект е достатъчен да парализира по-дребни от тези животни, но не е достатъчно силен да парализира човек.
Източници на информация: Учебник по биология за 7ми клас